# Solmer
La société Solmer a été constituée pour construire une usine sidérurgique côtière construite à Fos-sur-Mer dans le cadre des orientations fixées par le VIe Plan. Cette usine est présentée lors de sa construction par les De Wendel comme devant être le « deuxième souffle » de la Lorraine.
Après la fusion de Sacilor et d'Usinor, elle prend le nom de « Sollac Méditerranée ». Elle s'appelle aujourd'hui ArcelorMittal Fos-sur-Mer.
En 1973, le PDG de Sacilor Jean Gandois succède à Henri de Wendel. Les investissements pour achever en 1974 l'usine, dorénavant partagée avec Usinor, sont financés à crédit.

## Contexte
Jusqu’aux années 1950 et 1960, Marseille est fondamentalement lié à son port, le premier de la mer Méditerranée et qui bénéficie de sa localisation à la pointe des lignes maritimes reliant la France à son empire colonial. Il existe cependant des industries de métallurgie, de mécanique, de chimie, de construction et de l’agro-alimentaire, mais elles constituent un ensemble socio-économique très autonome, déconnecté de l’arrière-pays provençal ainsi que de l’appareil industriel national centré sur le port.
Au lendemain de la Seconde Guerre mondiale, la position marseillaise se fragilise. Tout d'abord la mondialisation des Trente Glorieuses expose la rente de situation de Marseille à la concurrence. Le danger n'est pas perçu car l'activité pétrolière et l'exode des Pieds-noirs dopent l'activité économique. Mais au milieu des années 1960, le cœur industriel de Marseille est atteint : l'industrie tenue par la bourgeoisie locale se révèle totalement obsolète et incapable de soutenir l'activité portuaire. Le système s'effondre en même temps que la décolonisation.
L'intervention de l’Etat, par la DATAR, amène une nouvelle stratégie. Le Livre Blanc élaboré en 1969-70 se propose de faire de l’« aire métropolitaine marseillaise » l'un des huit pôles de dynamisme industriel capables de contrebalancer la concentration parisienne. Par ailleurs, les milieux professionnels de la sidérurgie française ont compris, dès la fin des années 1940, que l’avenir était aux usines sidérurgiques sur l’eau. La première usine de Dunkerque donne le ton et la conviction que la reconversion lorraine passe par la création d’un deuxième site productif littoral est dorénavant largement partagée. L'opportunité de concilier ces deux besoins va participer à la reconversion marseillaise.

## Histoire
En 1963, les De Wendel avaient mis en place un « groupement d'études d'une usine littorale intégrée ». Ils envisagent la construction de cette usine près de Le Havre en Normandie, où les De Wendel possèdent la Société des Hauts-Fourneaux de Rouen.
La Solmer - Société Lorraine et Méridionale de Laminage Continu - est constituée le 27 juin 1969.
Le Conseil interministériel du 11 décembre 1969 décide la construction de cette usine à Fos-sur-Mer, ultramoderne bâtie en application du Plan. Elle s'inscrit dans le cadre de la politique gaullienne de réalisation de grands pôles industriels structurants.
Le projet est censé aboutir, à l'horizon 1977-1978, à la construction d'un complexe sidérurgique d'une capacité de 7,5 Mt/an. Trois grands hauts fourneaux sont prévus, trois convertisseurs à l'oxygène et un train à larges bandes qui, avec une capacité de 6 Mt/an, sera le plus grand d'Europe.
Le projet est mis en forme au début de 1971 pour un démarrage en 1973 et un objectif de production de 7,5 millions de tonnes en 1985.
La production démarre en 1974. Cette année-là, 820 000 t sortent de l'usine.
En 1976, la recession économique contraint l’entreprise à reporter à une date indéfinie la tranche d'investissement de 1981-1982, correspondant à l'expansion de l'usine.
En 1978, le site emploie 7 100 personnes. Malgré le haut niveau de productivité, l'usine est régulièrement perturbée par des grèves.

### Financement
La convention initiale de financementElle est signée entre Wendel-Sidélor et l'État. Elle prévoit un investissement de 10,2 milliards de francs :
- Capital et avances des actionnaires : 1,9 milliard de francs
- Autofinancement par la marge brute : 3,9 milliards
- Prêts longs termes du FDES : 1,8 milliard
- Autres prêts longs termes : 1,9 milliard
- Prêts à court et moyen terme : 0,7 milliard

La convention du 9 mars 1973Pour augmenter le capital de Solmer le FDES apporte aux sociétés mères (Sacilor et Usinor) 0,8 milliard de francs  et prévoit la création par celles-ci de la société financière Sidfos pour lever 0,4 milliard de francs supplémentaires.
En 1974, la première tranche de ce nouveau centre sidérurgique maritime, financée principalement par des crédits de l'État est achevée.

## Localisation et description de l'usine
L'usine est implantée à l'ouest de l'étang de Berre, sur une surface de 1 560 hectares, dans les Bouches-du-Rhône.
Il s'agit d'une usine intégrée : la fabrication du coke et de l'aggloméré nécessaires à la fabrication de l'acier est effectuée directement sur site.

## Sources